# Uryankhatai
 (octobre 2024).
Uriyangqadai ou Uryankhatai (en mongol : ᠤᠷᠢᠶᠠᠩᠬᠠᠳᠠᠢ, transcription : Uriyangqadai, Uryankhatai, 1200-1271) était un général mongol qui s'est illustré pendant l'Empire mongol et la dynastie Yuan. Il était issu du clan mongol des Uriankhai, fils du célèbre général Subötaï et père d'Aju (en). Son nom est également mentionné sous les formes chinoises de 兀良合台 et 兀良哈台, et en persan sous اوريانكقداى بهادر (Uriyānkqadāī Bahādur).

## Biographie

### Campagne de Liaodong
Sous le règne d'Ögedeï, une campagne contre le royaume de Dajin fut décidée en mars 1233 pour soumettre Puxian Wannu, un seigneur de Liaodong. Le fils aîné d'Ögedeï, Güyük, fut envoyé en campagne aux côtés d'Alchidai de la maison de Khachiun, et Uriyangqadai accompagna Güyük dans cette expédition. Ils remportèrent plusieurs batailles contre les troupes de Puxian Wannu.

### Campagne en Europe
En 1236, Uriyangqadai prit part à l'invasion mongole de l'Europe dirigée par Batu, souvent appelée campagne occidentale de Batu. Il servit à nouveau aux côtés de Güyük et de son père Subötaï. Lors des combats en Europe orientale, Uriyangqadai combattit notamment en Pologne pendant l'invasion mongole de la Pologne.

### Kurultai de 1248
Après la mort de Güyük en 1248, Uriyangqadai soutint l'élection de Möngke, l'aîné des fils de Tolui, au détriment des prétentions du régent Oghul Qaïmich, veuve de Güyük, qui souhaitait faire élire son propre fils. Un kurultai se réunit sous l'égide de Batu et des princes de la maison de Tolui, et Uriyangqadai fit valoir que l'élection de Möngke avait été dûment validée par le kurultai.

### Campagne de Yunnan
En 1251, après l'accession de Möngke au trône impérial, il fut décidé de lancer une campagne contre le Royaume de Dali dans le cadre de la guerre contre la dynastie Song. Uriyangqadai fut nommé commandant en chef de l'aile droite de l'armée, aux côtés de Kubilai. En 1252, il franchit le Jinsha Jiang avec son fils Aju (en) et força la reddition du roi de Dali, Duan Xingzhi, qui fut capturé mais autorisé à conserver son territoire en tant que vassal de l'Empire mongol.

### Guerre contre le Đại Việt
En 1257, Uriyangqadai descendit plus au sud dans le royaume du Đại Việt, également connu sous le nom de dynastie Trần. Il assiégea la capitale Thăng Long (l'actuelle Hanoï) et remporta plusieurs victoires contre l'empereur Trần Thái Tông. Le Đại Việt fut contraint de reconnaître la suzeraineté mongole et d'accepter un tribut régulier.

### Campagne contre les Song
Uriyangqadai reprit ensuite la campagne contre les Song depuis le sud du Hunan, et s'approcha de la capitale Lin'an. En même temps, Möngke mena son armée principale en Sichuan. En 1259, pendant le siège de la ville de Chongqing, Möngke mourut de causes naturelles. Uriyangqadai et ses forces furent coupés du reste de l'armée, mais ils parvinrent à rejoindre l'armée de Kubilai, qui encerclait la ville de Ezhou. Une trêve temporaire fut conclue avec les forces song de Jia Sidao, et Uriyangqadai participa à la retraite vers le nord.

### Guerre de succession impériale
Après la mort de Möngke, Uriyangqadai soutint Kubilai dans sa guerre contre son frère Ariq Boqa pour la succession du trône impérial. 

### Fin de vie
Les dernières années de la vie d'Uriyangqadai sont peu documentées. Il mourut en 1271, à l'âge de 71 ans.

## Descendance
Selon les sources chinoises, Uriyangqadai avait deux fils, Kökötei et Aju. Kökötei succéda à son père à la tête du mingan (unité militaire de mille hommes) fondé par Subötaï, mais il mourut en 1262 lors d'une campagne contre les forces de Li Tan. Après sa mort, Aju reprit le commandement.

### Kökötei
Kökötei, mentionné dans le Yuan Shi, servit comme grand commandant (du yuan shuai) et mourut au combat en 1262.

### Aju
Aju (en) joua un rôle crucial dans les campagnes de conquête des Song et dans la soumission du sud de la Chine.